# Rugby à XV féminin en France

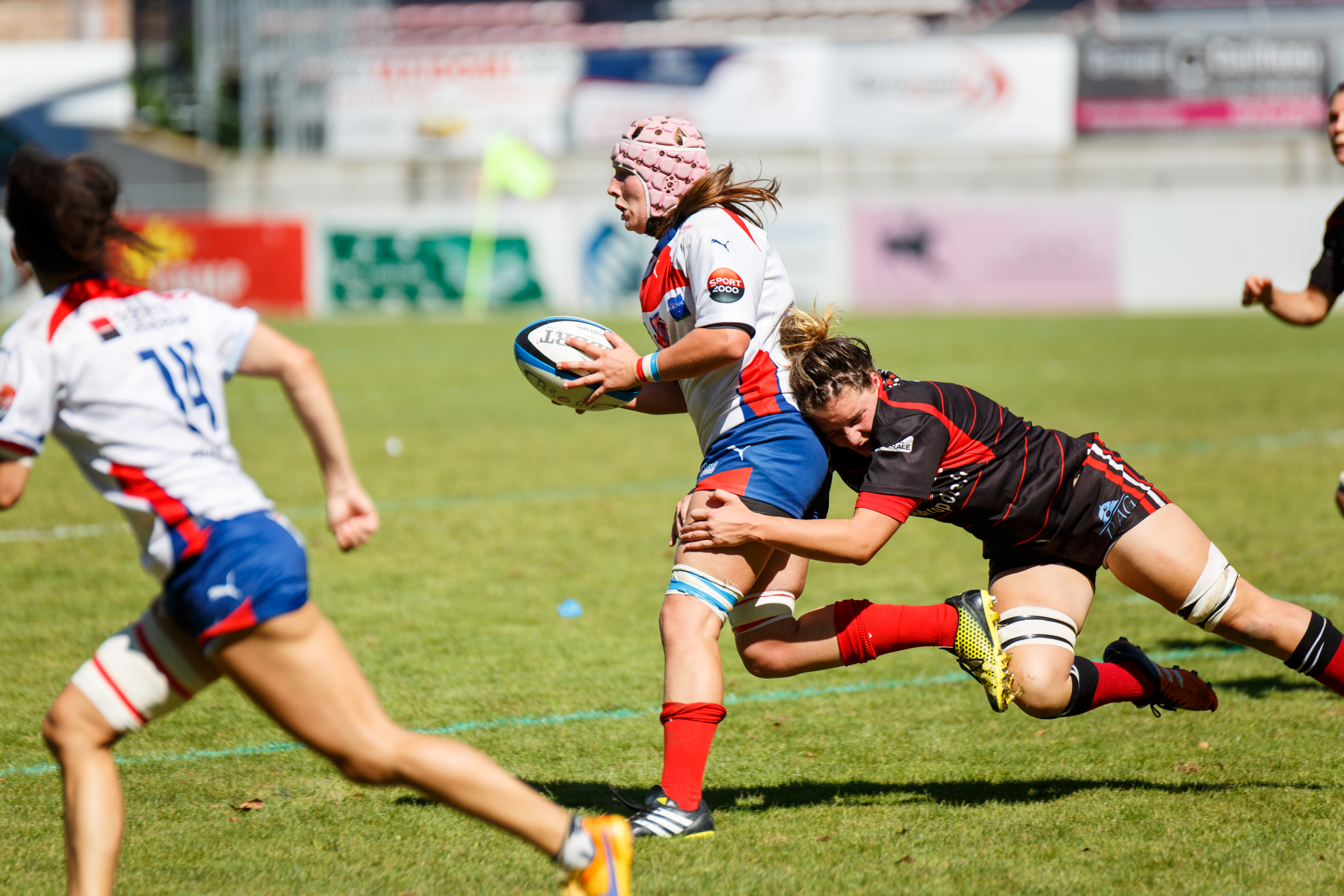
Blagnac Saint-Orens Rugby Féminin contre le Stade rennais, Top 8 2016-2017.

Le rugby à XV féminin fit de façon durable son apparition en France en 1965 (après quelques tentatives sporadiques en 1908 et 1924). L'association française de rugby féminin (AFRF) le chapeaute du 25 octobre 1969 au 23 mai 1984 (statuts déposés le 4 mars 1970 à la préfecture de haute Garonne et le siège est à Toulouse), puis la FFRF (Fédération française de rugby féminin, siège à Bourg-en-Bresse). Lors de l'Assemblée Générale de 1989 à Bourg-en-Bresse, les clubs votent pour l'intégration des féminines à la FFR qui prend le relais.
Le rugby est l'un des sports collectifs français avec le plus faible pourcentage de femmes parmi les licenciés.

## Histoire

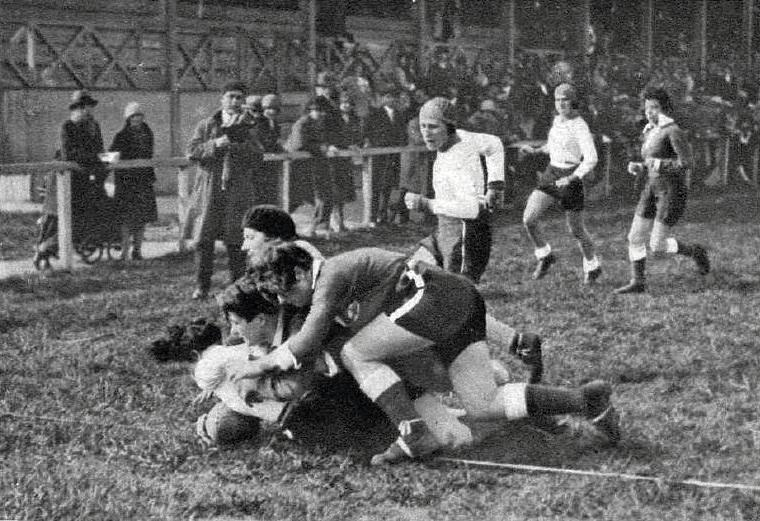
Rugby à XV féminin, en avril 1929, match entre le Fémina Sport et les Hirondelles, à Paris.

En France, le rugby à XV féminin a véritablement pris son envol en 1965. Les lycéennes et universitaires de Bourg avaient disputé le premier match cette même année lors d'une action humanitaire, en s'engageant dans la campagne contre "La faim dans le monde", organisée par l'Unicef. Afin de récolter des fonds pour cette action caritative d'envergure, elles montent les premières équipes à XV et se mettent à défier des garçons lors d’événements comme des fêtes de village. Ces matchs drainent et attirent un nombre très important de spectateurs, animés d'une certaine curiosité. Celui des Coquelicots de Tournus l'a été en 1967 suivi par Les Panthers Women de Villemur-sur-Tarn et le Toulouse Fémina Sports en 1968. En France, le premier match féminin de rugby à XV a eu lieu le 23 mai 1968 au stade Georges-Rigal, obligeamment prêté par les dirigeants de Lalande. Il opposa Les Panthers Women de Villemur-sur-Tarn menées par leur capitaine Odette CAZALENS et le Toulouse Fémina Sports qui avait pour capitaine Isabelle Navarro. Le match fut suivi par 1400 spectateurs.
Des responsables de clubs pionniers, dont Odette Militon (Tarbes) et Isabelle Navarro (Toulouse), se réunissent le 4 octobre 1969 afin d'échanger des idées sur le rugby à XV féminin puis se retrouvent à nouveau avec tous les responsables d'équipes en activité trois semaines plus tard, le 25 octobre 1969. C'est à cette occasion, au siège de l'USP, qu'elles donnent naissance à l'Association française de rugby féminin (AFRF). Par la suite, les statuts de l'association sont déposés et acceptés à la préfecture de la Haute Garonne, le 4 mars 1970. L'association compte alors douze équipes affiliées sur un total de trente recensées au niveau national.
Le plus ancien club de France est celui des Violettes bressanes de Bourg-en-Bresse. Il a été créé en 1969.
Le premier championnat a lieu en 1971-72 et l'ASVEL Villeurbanne en est le premier champion.
Henri Fléchon (mort en 1986), qui développa le rugby à XV féminin en France, est Président des Violettes bressanes de 1974 à 1986, et Président de l'AFRF de 1975 à 1984. Il œuvre à la reconnaissance des féminines, établit des contacts avec la FFR et les Pays-Bas pour la première rencontre internationale en 1982. La France remporte la première Coupe d'Europe à Bourg en Bresse en 1988.
Les françaises disputent le premier match international en Hollande (juin 1982) puis elles rencontreront l'Italie en 1985 et joueront contre les Britanniques en 1986.
Le rugby à XV féminin rejoint la Fédération française de rugby en 1989. Si le rugby à XV féminin de haut-niveau est officiellement reconnu en 2000, cette reconnaissance n'empêche pas l'existence de nombreuses difficultés au niveau organisationnel qui témoignent d'un manque d'intérêt de la fédération pour le rugby à XV féminin. Ce désintérêt se retrouve aussi au niveau des clubs : non financement des maillots, des déplacements ou des moments de festivité, difficulté à pérenniser un ou une entraineuse. De plus, les femmes sont sous-représentées dans l'encadrement des clubs, où elles n'occupent généralement que l'encadrement des juniors. Magvenn Poupart est chargée du développement du rugby à XV féminin en France au sein de la FFR.

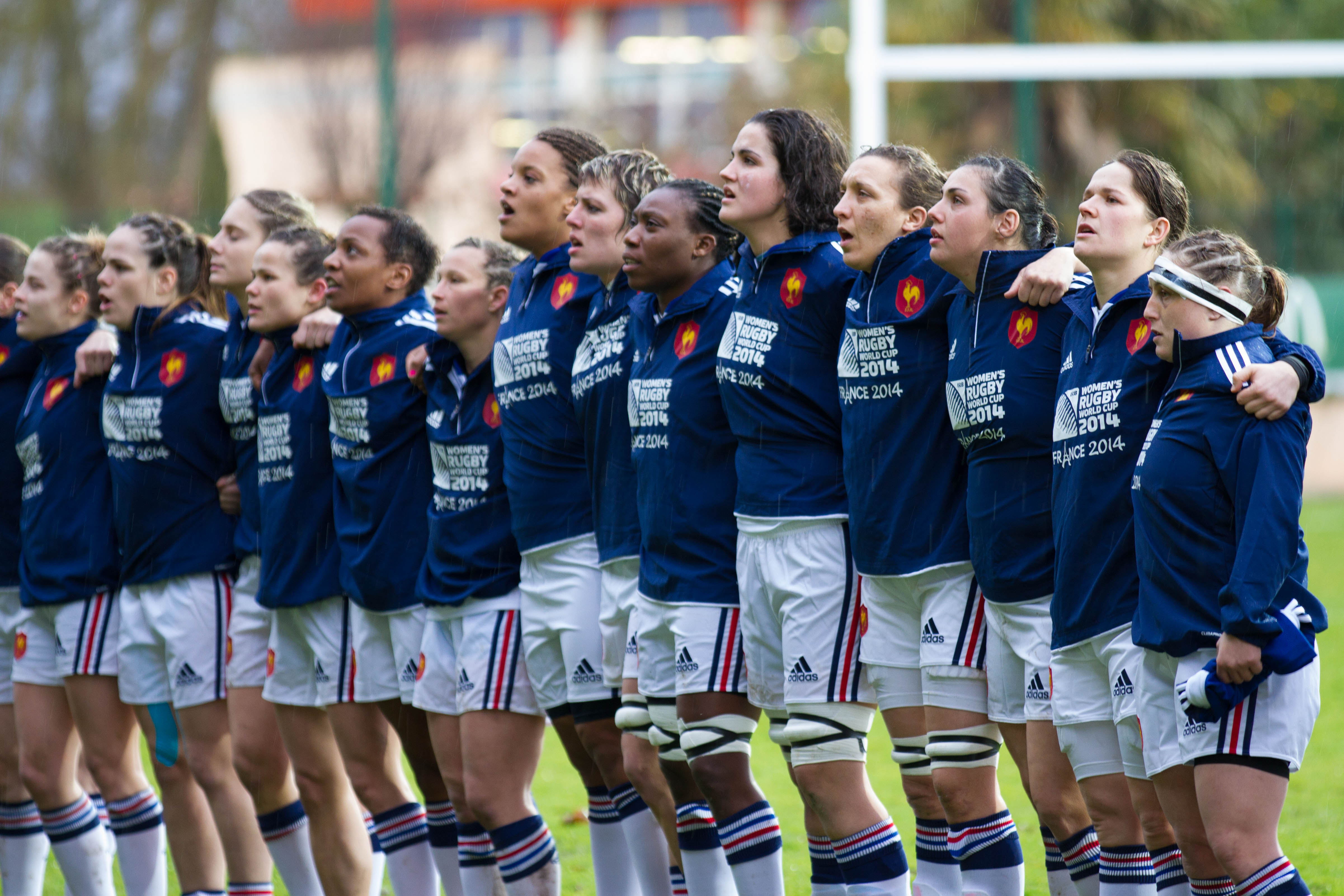
Équipe de France lors du match du VI nations 2014 l'opposant à l'Italie

L’équipe de France a participé à toutes les éditions de la Coupe du monde féminine (cinq fois troisième place en 1991, 1994, 2002, 2006 et 2014). L'édition de 2014 se déroule en France. La France participe également au Tournoi des six nations féminin, créé en 2001 et qu'elle  remporte quatre fois pour autant de Grands Chelems (2002, 2004, 2005 et 2014).
En 2021, la FFR publie ses recommandations concernant l'inclusion des femmes trans dans les compétitions de rugby féminin, à trois conditions :
- avoir effectué leur changement d'état civil ;
- avoir un gabarit qui ne soit pas considéré comme susceptible de provoquer des situations inéquitables par une commission ;
- avoir soit effectué une chirurgie de réattribution sexuelle soit suivre une hormonothérapie depuis plus d'un an et avoir un taux de testostérone inférieur à 5 nanomole par litre[6].

Ces conditions sont plus permissives que celles de World Rugby, qui n'autorise que les femmes trans qui ont commencé leur hormothérapie avant la puberté. La FFR a maintenu ces conditions alors que plusieurs fédérations interdisaient totalement la pratique du rugby aux femmes trans (notamment les fédérations anglaise, écossaise, galloise et irlandaise).

## Licenciées

### Nombre
En 2014, 2 à 3 % des licenciés de rugby à XV en France étaient des femmes, soit l'un des taux de féminisation les plus faibles parmi les sports collectifs. En 2021, les féminines représentent 10,8 % des licenciées FFR. La proportion monte à 12 % en 2023.
Le nombre de licenciées est en hausse constante depuis le début des années 2000 (+ 57 % entre 2003 et 2007). La Coupe du monde 2007, qui a lieu en France, apporte une augmentation du nombre de licenciées.
| Année | Licenciées | Clubs |
| ----- | ---------- | ----- |
| 1971  | 320        |       |
| 1989  | 500        | 20    |
| 2003  | 3 700      |       |
| 2004  | 4 000      |       |
| 2005  | 4 700      |       |
| 2006  | 5 350      | 120   |
| 2007  | 5 800      | 150   |
| 2010  | 9 957      |       |
| 2011  | 11 001     |       |
| 2012  | 11 460     |       |
| 2013  | 11 441     |       |
| 2014  | 11 740     |       |
| 2015  | 13 498     |       |
| 2016  | 15 627     |       |
| 2017  | 17 110     |       |
| 2018  | 21 882     |       |
| 2021  | 26 465     |       |
| 2023  | 32 445     |       |
| 2024  | 40 191     |       |

### Profil
Une étude STAPS de 2010 établit le profil type de la joueuse de rugby : « une étudiante de niveau Bac+3, célibataire, âgée de 25 ans en moyenne qui consacre environ cinq heures par semaine au rugby tout en habitant à presque 40 kilomètres du terrain d’entraînement ». Les motivations à la pratique du rugby les plus citées sont l'esprit d'équipe, la compétition et la dépense physique.
Dans une étude sociologique de 2010, le profil typique est celle d'une joueuse est celle d'une femme qui  se met au rugby tard, en moyenne vers 20 ans, généralement après avoir pratiqué d'autres sports et notamment la compétition dans son enfance et sa jeunesse : karaté, football, hand-ball, judo, volley-ball, athlétisme, GRS ou escalade. Elle vient souvent des classes populaires et une grande partie d'entre elles ont surtout eu des amis garçons dans son enfance et/ou a été caractérisée comme un « garçon manqué ». Un tiers des joueuses ont déjà interrompu leur pratique ; cette interruption se fait dans un tiers des cas à cause d'un blessure, 15% des cas d'une grossesse, et 15% des cas par le manque de club féminin à proximité du domicile.
En 2010, plus de la moitié des joueuses de rugby en France ont un membre de leur famille qui a fait du rugby, en général leur père ; toutefois, l'entourage familial, en particulier la mère et les grands-parents, décourage aussi les joueuses de pratiquer du rugby. Bien que le risque de blessure soit l'argument invoqué, celui-ci est plutôt un prétexte : en effet, tant les joueuses qui jouent à l'avant qu'à l'arrière, où le risque de blessure est moindre, se voient déconseiller la pratique du rugby.

## Compétitions

### Élite 1
Le championnat de France féminin de rugby à XV (dénommé Élite 1 depuis 2018, et précédemment Top 8 de 2015 à 2018), est une compétition annuelle mettant aux prises les meilleures équipes féminines de rugby à XV en France. Fondé à partir de la saison 1971-1972 sous l'égide de l'Association française de rugby féminin avant d'être pris en charge par la Fédération française de rugby féminin, il est organisé par la Fédération française de rugby depuis 1989. Il est remporté lors de la première saison par la section féminine du club omnisports de l'ASVEL.
Le championnat se déroule en deux phases : une phase dite de qualification, qui est disputée par toutes les équipes, et une phase finale qui se joue par élimination directe. De 2015 à 2018, le championnat est dénommé le Top 8. En 2018, le championnat passe d'une poule unique de 8 clubs à deux poules de 16. Les 8 meilleurs clubs sont qualifiés pour la phase finale. Depuis la saison 2018-2019, deux clubs sont relégués en Élite 2 à l'issue du championnat.
Le club le plus titré de France est le Toulouse Fémina Sports, avec neuf titres de championnes de France, en 1975, 1976, 1977, 1978, 1979, 1980, 1982, 1984 et 1985. Le Montpellier RC est octuple vainqueur du titre (2007, 2010, 2013, 2014, 2015, 2017, 2018 et 2019).

### Élite 2
Le Championnat de France de rugby à XV féminin de 2e division, également appelé Élite 2 depuis 2018 ou Élite 2 Armelle-Auclair de 2004 à 2018, est le second échelon des compétitions nationales. Cette compétition constitue l'antichambre de l'Élite 1.

### Fédérale 1 féminine
Le Championnat de France féminin de rugby à XV de 1re division fédérale, appelé plus simplement Fédérale 1 depuis 2003 est le troisième échelon des compétitions nationales. C'est une compétition qui constitue l'antichambre de l'Élite 2.
Les équipes réserves des clubs de 1re division participent à cette compétition jusqu'en 2022. Une compétition Réserves Élite est créée en 2022.[réf. nécessaire]

### Fédérale 2 féminine
Le championnat de France féminin de rugby à XV de 2e division fédérale, appelé plus simplement Fédérale 2, est le quatrième échelon des compétitions nationales. Antichambre de la Fédérale 1, il est organisé par la Fédération française de rugby.
Après plusieurs années d'existences, la 2e division fédérale disparaît en 2014-2015 à la suite du regroupement des trois fédérales existant jusqu'alors en une unique fédérale « Pratique à XV ».
Elle réapparait de nouveau à partir de la saison 2016-2017 sous une formule regroupant 60 équipes en association seule ou en rassemblement. Son championnat se déroule en trois phases, une phase préliminaire (12 poules de 5), une phase de play-off (6 poules de 4) et une phase finale.

### Réserves Élite
À partir de 2022, les équipes réserves des clubs d'Élite 1 participent à championnat dédié pour remporter le titre de Champion de France des réserves Élite.[réf. nécessaire]

### Coupe de France
Il existe également une Coupe de France féminine de rugby à XV.

### Palmarès descompétitions disparues[réf.nécessaire]

#### Fédérale 3 Féminine (à 12)
- 2001 : Pachys d'Herm équipe 2
- 2003 : Stade dijonnais Côte D'Or
- 2004 : SC Leucate Lapalme Roquefort XV
- 2005 : Castres Rugby Féminin
- 2006 : Saint-Orens rugby féminin
- 2007 : RC Jacou Montpellier Nord bat ES Nanterre 16-5
- 2008 : ES Vitry bat RC Narbonne Méditerranée 15-10
- 2009 : AS Ampuis Côte-Rôtie  bat US Nérac 19-17
- 2010 : RC Lons bat Lille Métropole RC villeneuvois
- 2011 : ESP Bruges Blanquefort bat Entente AS Marcoussis- US Limours 34-21
- 2012 : Deuxième Union athlétique gaillacoise
- 2013 : Saint-Orens rugby féminin
- 2014 : CA Brive bat US Orléans 19-17

### Rugby à 7

#### Championnat Élite
- 2011 RC Lons bat Lille Métropole RC villeneuvois 36-7
- 2014 Lille Métropole RC villeneuvois
- 2015 AC Bobigny 93 rugby bat Lille Métropole RC villeneuvois 22-7

#### Championnat Fédéral
- 2006 Association Nantaise de Rugby Féminin
- 2007 Nérac bat Association Nantaise de Rugby Féminin 7-5
- 2008 RC Arras bat OC Gevaudan 25-10
- 2009 Palice Océane
- 2010 SMUC  bat Ovalie caennaise 38 à 14
- 2011 AM SP Union Chem Migennes bat RC Amiens 30-10
- 2012 Panthères de Touraine bat RC Cadaujac
- 2013 RC Hyères-Carqueiranne La Crau bat RC Cadaujac 15-5
- 2014 Maisons-Laffitte
- 2015 AS Rouen bat RC Narbonne 26-5

## Joueuses emblématiques
Hier :
- Céline Bernard- Pionnière avecTournus - Entraîneur équipe de France
- Anne Alaphilippe - St Orens- Capitaine de l'équipe de France en 1999
- Nathalie Amiel - Narbonne - Saint Orens - Internationale Entraîneur équipe de France
- Andrée Forestier - Pionnière avec les Violettes bressanes
- Viviane Bérodier  Violettes bressanes -internationale - Secrétaire FFRF
- Sylvie Girard - Violettes bressanes - Ancienne pilier de l'équipe de France
- Monique Fraysse - Toulouse- 9 titres de championne- Internationale Capitaine de l'équipe de France
- Nicole Fraysse - Toulouse - 9 titres de championne - Internationale
- Annick Hayraud - Romagnat -Internationale - Manager France
- Corinne Marbleu - La Teste - internationale
- Marie Paule Gracieux - La Teste -Capitaine de l'équipe de France
- Delphine Roussel - Gennevilliers - Internationale
- Jackie Bonnieu - Saint Egrève - Entraîneur équipe de France - DTN rugby féminin
- Magvenn Poupart

Puis :
- Maylis Bonnin
- Catherine Devillers
- Christelle Le Duff
- Fanny Gelis
- Danièle Irazu
- Stéphanie Provost
- Aline Sagols
- Estelle Sartini
- Marie-Alice Yahé
- Sandrine Agricole

## Visibilité et perception

### Sociologique
Jusqu'au milieu des années 2000 et la publication de Des filles en ovalie et La grande histoire du rugby au féminin, l'expression « rugby au féminin » correspond aux mères et aux épouses de joueurs et non pas aux joueuses, à la fois car la pratique du rugby est jugée masculine, mais aussi car les mères  de et épouses de sont beaucoup plus nombreuses que les joueuses.